# Tyrrell 023
Chronologie des modèles (1995)
Tyrrell 022 Tyrrell 024
La Tyrrell 023 est la monoplace de Formule 1 engagée par l'écurie britannique Tyrrell Racing dans le cadre du championnat du monde de Formule 1 1995. Elle est pilotée par le Finlandais Mika Salo, le Japonais Ukyo Katayama et l'Italien Gabriele Tarquini en remplacement de Katayama.

## Historique

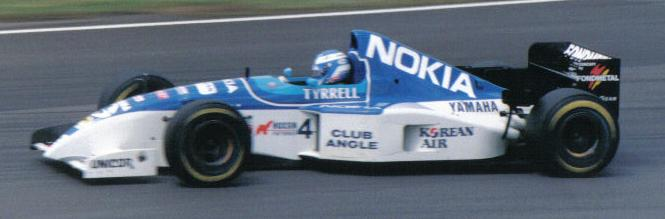
Mika Salo sur sa Tyrrell 023 au Grand Prix de Grande-Bretagne 1995.

La 023 utilise un système de suspensions à commande hydraulique hydrolink. Cette innovation, pourtant longuement testée lors d'essais hivernaux, est une énorme déception pour l'écurie anglaise qui décide de revenir à un système plus conventionnel dès la mi-saison. Le châssis est également peu fiable, tout comme le moteur V10 Yamaha à l'origine de nombreux abandons durant la saison.
Mika Salo, pour sa première saison complète en Formule 1, marque tous les points de Tyrrell mais aurait pu améliorer ce résultat s'il n'avait été victime de crampes lors de la manche inaugurale au Brésil et aurait rapporté les points de la troisième place et un podium inespéré pour une écurie en perdition. Lors de la course suivante en Argentine, il est gêné par des pilotes retardataires et n'a pu rapporter de points à son écurie.
Ukyo Katayama s'est montré décevant alors qu'il était prometteur en 1994. Il est constamment devancé par son jeune coéquipier. Après sa retraite, en 1997, on apprend que Katayama a souffert d'un cancer du dos lors de l'année 1995. Victime d'un violent accident la course précédente, au Portugal, il est remplacé par le pilote d'essai Gabriele Tarquini lors du Grand Prix d'Europe.
À la fin de la saison, Tyrrell Racing termine neuvième du championnat avec cinq points, tous marqués par Mika Salo.

## Résultats en championnat du monde de Formule 1

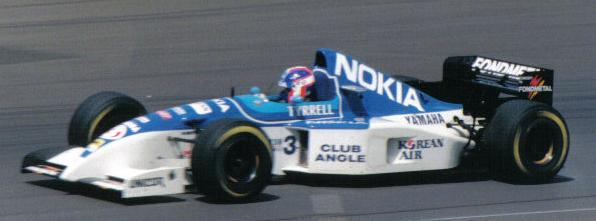
Ukyo Katayama sur sa Tyrrell 023 au Grand Prix de Grande-Bretagne 1995.

| Saison | Écurie               | Moteur           | Pneus    | Pilotes           | Courses | Courses | Courses | Courses | Courses | Courses | Courses | Courses | Courses | Courses | Courses | Courses | Courses | Courses | Courses | Courses | Courses | Points inscrits | Classement |
| Saison | Écurie               | Moteur           | Pneus    | Pilotes           | 1       | 2       | 3       | 4       | 5       | 6       | 7       | 8       | 9       | 10      | 11      | 12      | 13      | 14      | 15      | 16      | 17      | Points inscrits | Classement |
| ------ | -------------------- | ---------------- | -------- | ----------------- | ------- | ------- | ------- | ------- | ------- | ------- | ------- | ------- | ------- | ------- | ------- | ------- | ------- | ------- | ------- | ------- | ------- | --------------- | ---------- |
| 1995   | Nokia Tyrrell Yamaha | Yamaha OX10C V10 | Goodyear |                   | BRÉ     | ARG     | SMR     | ESP     | MON     | CAN     | FRA     | GBR     | ALL     | HON     | BEL     | ITA     | POR     | EUR     | PAC     | JAP     | AUS     | 5               | 9e         |
| 1995   | Nokia Tyrrell Yamaha | Yamaha OX10C V10 | Goodyear | Ukyo Katayama     | Abd     | 8e      | Abd     | Abd     | Abd     | Abd     | Abd     | Abd     | 7e      | Abd     | Abd     | 10e     | Abd     |         | 14e     | Abd     | Abd     | 5               | 9e         |
| 1995   | Nokia Tyrrell Yamaha | Yamaha OX10C V10 | Goodyear | Gabriele Tarquini |         |         |         |         |         |         |         |         |         |         |         |         |         | 14e     |         |         |         | 5               | 9e         |
| 1995   | Nokia Tyrrell Yamaha | Yamaha OX10C V10 | Goodyear | Mika Salo         | 7e      | Abd     | Abd     | 10e     | Abd     | 7e      | 15e     | 8e      | Abd     | Abd     | 8e      | 5e      | 13e     | 10e     | 12e     | 6e      | 5e      | 5               | 9e         |

Légende : ici 